# Love Symphony
Love Symphony (deutsch: „Liebessinfonie“) war der slowenische Beitrag zum Eurovision Song Contest 2009. Er wurde von Andrej Babić und Aleksandar Valenčić komponiert und von Quartissimo und Martina Majerle interpretiert.
Es ist der erste englischsprachige Beitrag Sloweniens beim Eurovision Song Contest seit Anžej Dežans Mr Nobody aus dem Jahr 2006 und der erste Gewinner der slowenischen Vorentscheidung auf Englisch (Mr Nobody von Dežan war zum Beispiel in der Originalfassung auf Slowenisch, ebenso wie alle anderen Beiträge Sloweniens bisher).

## Inhalt
In dem Lied, dessen Hauptteil aus musikalischer Untermalung besteht, geht es um zwei sich Liebende. Der eine fordert den anderen auf, sich vorzustellen, wie sie über das Meer fliegen und wie sie sich frei fühlen, in dieser „Liebessinfonie“. Sie fühlen sich dabei außerhalb von Raum und Zeit und für ewig frei. 

## Kontroversen
Der Sieg bei der slowenischen nationalen Vorentscheidung, der EMA 2009, war von vielen Kontroversen begleitet. So haben Quartissimo und Martina Majerle das Finale nur durch die Juryentscheidung den Vorentscheid gewonnen: Vom Televoting haben sie nur sieben Punkte bekommen, von der Jury aber die Höchstpunktzahl, nämlich zwölf. Der Favorit der Telefonabstimmung, Zaigraj muzikant von Skupina Langa & Manca, bekam aber von der Jury keinen einzigen Punkt.

## Beim Eurovision Song Contest
Slowenien startete beim Eurovision Song Contest 2009 im zweiten Halbfinale am 14. Mai mit Startnummer zehn hinter Dänemark und vor Ungarn, erreichte dort mit 14 Punkten den 16. Platz und gelangte nicht ins Finale.